# 藤井較一
藤井 較一（ふじい こういち、安政5年8月18日（1858年9月24日） - 大正15年（1926年）7月9日）は、日本の海軍軍人。最終階級は海軍大将。

## 経歴
岡山藩士・藤井広の長男として生まれる。私立遺芳館、電信学校を経て、明治13年（1880年）12月、海軍兵学校（7期生）を卒業し少尉補、同16年（1883年）11月に少尉任官。明治30年（1897年）11月、防護巡洋艦「高砂」の回航委員に任命され、イギリスに出張し「高砂」副長となり翌年に帰国。
その後、防護巡洋艦「須磨」「秋津洲」の各艦長、台湾総督府海軍参謀、ドイツ公使館付、海軍省軍務局第2課長、軍令部第2局長を歴任し、明治36年（1903年）10月に「吾妻」艦長に着任し、日露戦争を迎えた。
その後、連合艦隊及び第一艦隊参謀長に転任した加藤友三郎に替り第二艦隊参謀長となり吾妻艦長を村上格一に引き継ぎ艦隊旗艦出雲へ。日本海海戦前、バルチック艦隊の最終航路について問題となった際、藤井は連合艦隊司令部に対してバルチック艦隊の対馬海峡来航を主張。翌日に行われた連合艦隊の幹部会議で鎮海残留を強く主張、遅れて到着した島村速雄第2戦隊司令官が同じ意見を述べたことによって艦隊の津軽海峡への北上が延期された。日本海海戦ではバルチック艦隊はロジェストヴェンスキー長官が負傷し、艦隊旗艦クニャージ・スヴォーロフが一時コントロールを失い大きく針路変更した際に、これを追尾しようとして大きく針路変更を指示した連合艦隊に対し、舵の故障と判断した上村彦之丞第二艦隊司令長官は藤井や参謀佐藤鉄太郎の具申もあり独断で直進し乙字戦を継続し連合艦隊の判断ミスをフォロー、バルチック艦隊の逃走を防いだ。また、霧中の航海時に艦船間で行われた汽笛や号砲に換えて、艦尾からワイヤーにつけた小型標的を曳航し、その飛沫を目印に航海できる「霧中曳的」を考案、敵軍から自軍の存在を秘匿することに貢献した。
明治38年（1905年）11月、海軍少将に進級、その後、第1艦隊参謀長、横須賀鎮守府参謀長、第1艦隊司令官、佐世保工廠長、軍令部次長、佐世保鎮守府長官、第1艦隊長官、横須賀鎮守府長官を歴任。大正5年（1916年）12月に海軍大将、軍事参議官となり、同8年（1919年）11月に待命、翌年8月、予備役に編入された。

## 栄典・授章・授賞
位階
- 1883年（明治16年）12月25日 - 正八位[1]
- 1887年（明治20年）3月25日 - 従七位[2]
- 1891年（明治24年）12月16日 - 正七位[3]
- 1895年（明治28年）4月15日 - 従六位[4]
- 1898年（明治31年）3月8日 - 正六位[5]
- 1899年（明治32年）1月7日 - 従五位[6]
- 1904年（明治37年）11月18日 - 正五位[7]
- 1909年（明治42年）12月20日 - 従四位 [8]
- 1914年（大正3年）4月10日 - 正四位 [9]
- 1916年（大正5年）12月28日 - 従三位[10]
- 1920年（大正9年）8月20日 - 正三位[11]

勲章等
| 受章年                     | 略綬 | 勲章名                       | 備考 |
| -------------------------- | ---- | ---------------------------- | ---- |
| 1895年（明治28年）9月27日  |      | 単光旭日章                   |      |
| 1895年（明治28年）11月18日 |      | 明治二十七八年従軍記章       |      |
| 1898年（明治31年）5月23日  |      | 勲五等瑞宝章                 |      |
| 1903年（明治36年）5月16日  |      | 勲四等瑞宝章                 |      |
| 1906年（明治39年）4月1日   |      | 功三級金鵄勲章               |      |
| 1906年（明治39年）4月1日   |      | 勲三等旭日中綬章             |      |
| 1906年（明治39年）4月1日   |      | 明治三十七八年従軍記章       |      |
| 1912年（明治45年）5月24日  |      | 勲二等瑞宝章                 |      |
| 1915年（大正4年）11月7日   |      | 勲一等旭日大綬章             |      |
| 1915年（大正4年）11月10日  |      | 大礼記念章                   |      |
| 1920年（大正9年）11月1日   |      | 金杯一組                     |      |
| 1920年（大正9年）11月1日   |      | 大正三年乃至九年戦役従軍記章 |      |
| 1926年（大正15年）7月9日   |      | 旭日桐花大綬章               |      |

外国勲章佩用允許
| 受章年                    | 国籍       | 略綬 | 勲章名               | 備考 |
| ------------------------- | ---------- | ---- | -------------------- | ---- |
| 1892年（明治25年）5月31日 | ロシア帝国 |      | 神聖アンナ第三等勲章 |      |

## 人物
- 常に合理的で冷静な思考によって判断した。また、創意工夫に富んでいた。
- 処世訓「四勿三省」
  - 一、金銭ノ貸借ヲナスナカレ。
  - 一、業務ヲ怠ル勿レ。
  - 一、酒杯ト婦女子ヲ近ヅクナカレ。
  - 一、悪友ニ交ハルナカレ。過去将来ヲ省ミ日々三省セヨ。